# Bagatur
Bagatur (Alternativnamen: Bater; Bateer; chinesisch 巴特爾 / 巴特尔, Pinyin Bātè’ěr; * Februar 1955 in Kangping, Shenyang, Liaoning) ist ein chinesischer Politiker der Kommunistischen Partei Chinas (KPCh). Er war unter anderem zwischen 2008 und 2016 Vorsitzender der Volksregierung der Autonomen Region Innere Mongolei und von 2018 bis 2020 Minister und Vorsitzender der Staatlichen Kommission für ethnische Angelegenheiten im Staatsrat der Volksrepublik China.

## Leben
Bagatur, der zur Volksgruppe der Mongolen gehört, begann seine berufliche Laufbahn im Januar 1973 als Arbeiter im Autonomen Banner der Ewenken der bezirksfreien Stadt Hulun Buir und absolvierte danach zwischen 1978 und 1980 ein Studium an der Abteilung für die Mongolische Sprache der Mongolischen Lehrerschule in Hailar. Danach war er zwischen 1980 und 1983 als Lehrer an der Parteischule und Mitarbeiter der Organisationsabteilung des Parteikomitees von Hulun Buir. Im Dezember 1981 wurde er Mitglied der Kommunistischen Partei Chinas (KPCh) und absolvierte zudem von 1982 und 1983 ein Studium in der Lehrerklasse der Parteischule der Autonomen Region Innere Mongolei. Nachdem er zwischen 1983 und 1984 Vorsitzender des Kommunistischen Jugendverbandes Chinas (KJVC) in Hulun Buir war, fungierte er zwischen 1984 und 1986 zuerst als stellvertretender Sekretär sowie von April 1986 bis April 1992 als Sekretär des KJVC der Autonomen Region Innere Mongolei. In dieser Zeit begann er 1988 ein Studium an der Zentralen Parteihochschule der Kommunistischen Partei Chinas und schloss dieses 1989 ab. Danach absolvierte er von 1989 bis 1990 ein postgraduales Studium im Fach Wirtschaftsverwaltung am Tokyo Training Center of Japan und schloss dieses mit einem Master ab.
Nach seiner Rückkehr war Bagatur zwischen 1991 und 1992 Assistierender Direktor der Volksregierung von Chaoyang, einem Stadtbezirk von Peking. Danach kehrte er in die Innere Mongolei zurück und war von 1992 bis 1994 erst stellvertretender Sekretär sowie anschließend zwischen 1994 und 1999 Sekretär des Parteikomitees der bezirksfreien Stadt Wuhai. Zudem bekleidete er von 1994 bis 1998 auch das Amt des Bürgermeisters von Wuhai. Auf dem XV. Parteitag der KPCh (12. bis 19. September 1997) wurde er Kandidat des Zentralkomitees (ZK). Er war 1999 für kurze Zeit Vorsitzender des Volkskongresses der bezirksfreien Stadt Wuhai und gehört seit 1999 als Mitglied dem Ständigen Ausschusses des Parteikomitees der Autonomen Region an. Er hatte zwischen 1999 und 2001 die Funktion als Sekretär der Kommission für Disziplinarinspektion des Parteikomitees der Inneren Mongolei inne und wurde 2001 auch stellvertretender Sekretär des Parteikomitees der Autonomen Region Innere Mongolei. Auf dem XVI. Parteitag der KPCh (8. bis 14. November 2002) wurde er erstmals Mitglied der  Zentralen Disziplinarkommission des ZK der KPCh und gehörte diesem Parteigremium nach seiner Wiederwahl auf dem XVII. Parteitag der KPCh (15. bis 21. Oktober 2007) bis zum 14. November 2012 an.
2008 wurde Bagatur Vize-Vorsitzender der Volksregierung der Autonomen Region Innere Mongolei und übernahm am 3. April 2008 von Yang Jing zunächst kommissarisch den Posten als Vorsitzender der Volksregierung der Autonomen Region Innere Mongolei. Am 12. Januar 2009 wurde er schließlich Vorsitzender der Volksregierung der Autonomen Region Innere Mongolei und bekleidete dieses Amt bis zum 30. März 2016, woraufhin Bu Xiaolin seine Nachfolge antrat. Auf dem XVIII. Parteitag der KPCh (8. bis 14. November 2012) wurde er erstmals zum Mitglied des ZK der KPCh gewählt und gehört diesem Parteigremium nach seiner Wiederwahl auf dem XIX. Parteitag der KPCh (18. bis 25. Oktober 2017) seitdem an. Im März 2018 löste er schließlich Wang Zhengwei als Minister und Vorsitzender der Staatlichen Kommission für ethnische Angelegenheiten im Staatsrat der Volksrepublik China ab.